# American Woman (musikalbum)
American Woman är det sjätte albumet av The Guess Who utgivet 1970. Albumet har en tydlig Pop / Rock och Balladkaraktär.

## Låtlista
1. American Woman - Prologue - 5:10 (Randy Bachman / Burton Cummings / Jim Kale / Gary Peterson)
2. No Time - 3:50 (Randy Bachman / Burton Cummings)
3. Talisman - 5:10 (Randy Bachman / Burton Cummings)
4. No Sugar Tonight/New Mother Nature - 4:54 (Randy Bachman / Burton Cummings)
5. 969 (The Oldest Man) - 3:00 (Randy Bachman)
6. When Friends Fall Out - 3:03 (Randy Bachman / Burton Cummings)
7. 8:15 - 3:30 (Randy Bachman / Burton Cummings)
8. Propper Stranger - 4:06 (Randy Bachman / Burton Cummings)
9. Humpty's Blues/American Woman - Epilogue - 6:12 (Randy Bachman / Burton Cummings / Jim Kale / Gary Peterson)
10. Got To Find Another Way - 2:51 (Randy Bachman / Burton Cummings)

Spår 10 är ett ej tidigare utgivet bonusspår, endast utgiven på CD-versionen av albumet.

## Medverkande
- Burton Cummings - Sång, Piano, Hammondorgel, Elektrisk Gitarr, Akustisk Gitarr, Flöjt
- Randy Bachman - Elektrisk Gitarr, Akustisk Gitarr, Tambourine, Bakgrundssång
- Jim Kale - Basgitarr, Bakgrundssång
- Gary Peterson - Trummor, Percussion, Bakgrundssång

- Producent Jack Richardson För Nimbus 9 Productions / RCA Records LSP 4266
- CD Utgåva Från 2000. Skivnummer RCA Records / BUDDHA Records BMG Distribution 74465 99734 2 (8 86972-67682 1)